# جیمز کاگنی
جیمز فرنسیس کاگنی جونیور (به انگلیسی: James Francis Cagney, Jr.) (زادهٔ ۱۷ ژوئیهٔ ۱۸۹۹ – درگذشتهٔ ۳۰ مارس ۱۹۸۶) هنرپیشه و رقصنده آمریکایی است که در بیش از ۸۰ فیلم در بین سال‌های ۱۹۲۰ تا ۱۹۷۶ نقش‌آفرینی کرده‌است.
سینمای گنگستری آمریکا و آثار کمپانی «برادران وارنر» درخشان‌ترین دهه فعالیتش یعنی دهه ۳۰ را مدیون اوست. کاگنی یکی از نخستین بازیگران نسل نخست سینمای ناطق بود.
بنیاد فیلم آمریکا در سال ۱۹۹۹ او را در رده هشتم برترین هنرپیشگان مرد تاریخ سینما قرار داد.

## ابتدای زندگی
جیمز کاگنی" با نام کامل "جیمز فرانسیس کاگنی جونیور"، ۱۷ ژوئیه ۱۸۹۹ در خانواده‌ای از طبقه فرودست در نیویورک زاده شد و در ناحیه "یورکویل" نیویورک بزرگ شد. مادر او در مشروب فروشی کار می‌کرد و پدرش یه مشت زن آماتور بود، همچنین پدربزرگ مادری اش کاپیتانی نروژی بود و همراه با مادر بزرگ مادری اش (که ایرلندی آمریکایی بود) زمانی که جیمی فقط ۲ سال داشت به منهتن مهاجرت کردند. کاگنی در استادیوسنت به مدرسه رفت و در ادامه وارد دانشگاه کلمبیا شد.
سابقه‌ای چند ساله در بازی تئاتر داشت با کار کردن در رستوران‌ها و سالن‌های بیلیارد گذران زندگی می‌کرد تا این که طی سال‌های پس از جنگ جهانی اول، بیشتر وقت خود را صرف بازیگری کرد.
در یکی از نمایش‌های صحنه‌ای به نام Penny Arcade، آل جولسون ستاره فیلم خواننده جاز به‌طور اتفاقی کاگنی رو ملاقات می‌کند و این شروع فعالیت سینمایی کاگنی می‌شود. جولسون حقوق نمایش را ۲۰٫۰۰۰ دلار می‌خرد و در اختیار برادران وارنر قرار می‌دهد تا کاگنی در کنار جون بلوندل (که هر ۲ این نمایش رو در برادوی اجرا می‌کردند) به فیلم تبدیل کنند. به این ترتیب اولین فیلم تاریخ زندگی جیمز کاگنی با نام تعطیلات گناهکاران شکل گرفت.

## زندگی حرفه‌ای
پس از چند سال بازی در تئاتر و ایفای چندین نقش ناچیز در سینما، با بازی در نقش قاتلی خبیث به نام تام پاورز در فیلم دشمن مردم (۱۹۳۱ اثر ویلیام ولمن) به شهرت رسید. دشمن مردم سرگذشت تبهکاری زیرک و زبان باز است که از خشونت لذت می‌برد، این فیلم در کنار دو فیلم دیگر یعنی سزار کوچک (۱۹۳۱، مروین لروی) و صورت زخمی (۱۹۳۲، هاوارد هاکس) تأثیر بسیار فراوانی بر سینمای گانگستری گذاشت.
در ۱۹۳۸ کاگنی با ایفای نقش راکی سالیوان در فیلم فرشتگانی با چهره‌های کثیف برای اولین بار نامزد دریافت جایزه اسکار شد. اما فیلمی که جیمز کاگنی را به اوج شهرت و موفقیت رساند احمق آمریکایی خوش‌تیپ (۱۹۴۲، مایکل کورتیز) بود. او برای ایفای نقش جورج مایکل کوهن توانست جایزه اسکار نقش اول مرد را بدست آورد.
چون کاگنی تحت قرارداد کمپانی «برادران وارنر» بود مجبور می‌شد عجولانه و پی در پی در فیلم‌های مختلف تصویری از «مرد خشن» که با چاشنی طنز هم همراه بود را ایفا کند.
پس از مدتی، کاگنی توانست کمپانی تولید فیلم شخصی خود را با عنوان «کاگنی پروداکشنز» تأسیس کند. امور این کمپانی را خودش به همراه برادرش «ویلیام» که سابقه بازیگری نیز داشت بر عهده گرفت و بدین ترتیب بود که او توانست در انتخاب فیلم‌نامه آزادی عمل و در سودش هم مشارکت داشته باشد؛ اما کمپانی اش شکست خورد و تنها توانست سه فیلم، آن هم از طریق کمپانی «یونایتد آرتیستس» پخش کند، اما باز این کار او الگویی را ایجاد کرد که بسیاری از آن تبعیت کردند.
کاگنی در سال ۱۹۴۹ با فیلم اوج التهاب به کارگردانی رائول والش بازگشت درخشانی به کمپانی «برادران وارنر» داشت. او در این فیلم به نقش کودی جارت یکی از بهترین بازی‌های زندگی هنریش را ایفا کرد.
طی سال‌های دهه پنجاه میلادی او ایفاگر نقش شخصیت‌های تحقیرکننده دیگران و خبیث بسیاری از استودیوهای فیلمسازی بود. در این سال‌ها او دو فیلم راه میان بر به جهنم (۱۹۵۷) و آخرین موزیکال اش با نام دله‌دزدی نکن (۱۹۵۹) را نیز کارگردانی کرد.
جیمز کاگنی پس از بازی در فیلم یک، دو، سه (۱۹۶۱، بیلی وایلدر) از سینما کناره گرفت. او در سال ۱۹۷۴ جایزه یک عمر دستاورد هنری بنیاد فیلم آمریکا را کسب کرد.
میلوش فورمن که دوست و همسایه‌اش بود او را ترغیب نمود که به سینما بازگردد و نقش یک بازپرس پلیس را در رگتایم (۱۹۸۱) بپذیرد و او این کار را کرد، ولی وضعیت جسمی اش دیگر به او اجازه بازی در فیلم را نمی‌داد.

## زندگی خصوصی
او در ۲۳ سالگی با رقصنده‌ای به نامه ویلارد ازدواج کرد که ۲ فرزند هم حاصل این ازدواج بود.

## درگذشت
جیمز کاگنی بر اثر حمله قلبی در ۳۰ مارس ۱۹۸۶ در سن ۸۶ سالگی در مزرعه اش در شهرستان داچس ایالت نیویورک درگذشت. جو مورال محشر (۱۹۸۴، جوزف سارجنت) آخرین فیلمی بود که وی در آن بازی کرد و سال ۱۹۸۵ هم کتاب شرح حالش را با نام کاگنی به روایت کاگنی منتشر کرد.

## جوایز
- ۱۰۰ سال… ۱۰۰ قهرمان و شرور به انتخاب بفا
- جایزه حلقه منتقدان فیلم نیویورک برای بهترین بازیگر نقش اول مرد بخاطر فیلم فرشتگانی با چهره‌های کثیف (۱۹۳۸)
- جایزه اسکار بهترین بازیگر نقش اول مرد

## فیلم‌شناسی
- جو مورال محشر (۱۹۸۴)
- رگتایم (۱۹۸۱)
- یک، دو، سه (۱۹۶۱)
- ساعات دلاوری (۱۹۶۰)
- دله‌دزدی نکن (۱۹۵۹)
- مرد هزار چهره (۱۹۵۷)
- راه میان‌بر به جهنم (۱۹۵۷)
- ستایش از یک مرد بد (۱۹۵۶)
- دوستم داشته باش یا ترکم کن (۱۹۵۵)
- آقای رابرتس (۱۹۵۵)
- افتخار دیگر ارزشی ندارد (۱۹۵۲)
- بیا فنجان را پر کن (۱۹۵۱)
- اوج التهاب (۱۹۴۹)
- خون بر خورشید (۱۹۴۵)
- احمق آمریکایی خوش‌تیپ (۱۹۴۲)
- زنی با موهای شرابی بلوند (۱۹۴۱)
- با هر طلوع می‌میرم (۱۹۳۹)
- دهه پرشور بیست (۱۹۳۹)
- فرشتگانی با چهره‌های کثیف (۱۹۳۸)
- مأموران اف‌بی‌آی (۱۹۳۵)
- شورش در بونتی (۱۹۳۵)
- رؤیای شب نیمه تابستان (۱۹۳۵)
- نیروی دریایی وارد می‌شود (۱۹۳۴)
- شهردار جهنم (۱۹۳۳)
- جشن فوتلایت (۱۹۳۳)
- تاکسی! (۱۹۳۲)
- دشمن مردم (۱۹۳۱)
- دیوانه بلوند (۱۹۳۱)
- تعطیلات گناهکاران (۱۹۳۰)